# SAMD10
SAMD10 (англ. Sterile alpha motif domain containing 10) – білок, який кодується однойменним геном, розташованим у людей на довгому плечі 20-ї хромосоми. Довжина поліпептидного ланцюга білка становить 202 амінокислот, а молекулярна маса — 22 770.
| 10         |  | 20         |  | 30         |  | 40         |  | 50         |
| ---------- |  | ---------- |  | ---------- |  | ---------- |  | ---------- |
| MFTELRSKLS |  | PPRGRAGAVR |  | AGFGERRDVD |  | ATAHFSFCRT |  | LLEHTVSAES |
| IPCHLPRTPG |  | TSLTWHDSRS |  | QRAASSRPIK |  | LLQQPGTDTP |  | QGRLYSDHYG |
| LYHTSPSLGG |  | LTRPVVLWSQ |  | QDVCKWLKKH |  | CPHNYLVYVE |  | AFSQHAITGR |
| ALLRLNAEKL |  | QRMGLAQEAQ |  | RQEVLQQVLR |  | LQVREEGRSL |  | QLLSQASFGK |
| MS         |  |            |  |            |  |            |  |            |

A: Аланін

C: Цистеїн

D: Аспарагінова кислота

E: Глутамінова кислота

F: Фенілаланін

G: Гліцин

H: Гістидин

I: Ізолейцин

K: Лізин

L: Лейцин

M: Метіонін

N: Аспарагін

P: Пролін

Q: Глутамін

R: Аргінін

S: Серин

T: Треонін

V: Валін

W: Триптофан